# Архит (лунный кратер)
Кратер Архит (лат. Archytas) — ударный кратер, расположенный на северной границе Моря Холода на видимой стороне Луны. Название дано в честь древнегреческого философа-пифагорейца, математика, теоретика музыки, государственного деятеля и полководца Архита Тарентского (428 год до н. э. — 347 год до н. э.) и утверждено Международным астрономическим союзом в 1935 г. Образование кратера относится к эратосфенскому периоду.

## Описание кратера

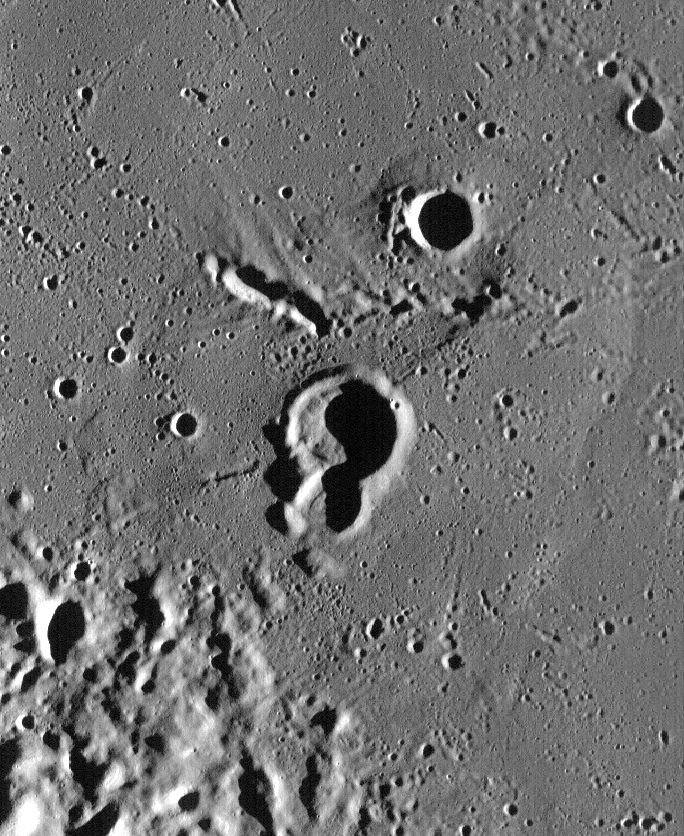
Купол щитовидного вулкана на юго-западе от кратера Архит. Снимок Lunar Reconnaissance Orbiter, ширина снимка около 45 км.

Ближайшими соседями кратера являются кратер Тимей на северо-западе; кратер Бонд У. на севере и кратер Протагор на юге-юго-востоке. Селенографические координаты центра кратера — 58°52′ с. ш. 4°59′ в. д. / 58,87° с. ш. 4,99° в. д., диаметр — 32 км, глубина — 2,94 км.
Кратер имеет почти правильную циркулярную форму с выступом в южной части. Вал кратера с острой кромкой, сохранился практически без разрушений. От восточной части вала отходит массивный хребет. Высота вала над окружающей местностью составляет 930 м, объем кратера приблизительно 660 км³.
Дно чаши кратера неровное, с многочисленными складками. В чаше кратера располагается несколько ярких центральных пиков высотой 680 м, несколько смещенных к востоку от центра.
На юго-западе от кратера располагается купол щитовидного вулкана диаметром 30 -40 км и высотой около 70 м, различимый лишь при низких углах освещения Солнцем и имеющий обозначение Ar1.  В центре купола расположены сателлитный кратер Архит G и примыкающий к нему на юге маленький безымянный кратер, северо-западная часть купола отмечена небольшой цепочкой вторичных кратеров. 

## Сателлитные кратеры
| Архит | Координаты                                           | Диаметр, км |
| ----- | ---------------------------------------------------- | ----------- |
| B     | 61°26′ с. ш. 3°10′ в. д. / 61,44° с. ш. 3,17° в. д.  | 35,2        |
| D     | 63°43′ с. ш. 11°54′ в. д. / 63,71° с. ш. 11,9° в. д. | 44,8        |
| G     | 55°44′ с. ш. 0°32′ в. д. / 55,73° с. ш. 0,53° в. д.  | 7,2         |
| K     | 62°40′ с. ш. 7°41′ в. д. / 62,66° с. ш. 7,68° в. д.  | 13,8        |
| L     | 56°11′ с. ш. 0°54′ в. д. / 56,19° с. ш. 0,9° в. д.   | 4,4         |
| U     | 62°54′ с. ш. 9°13′ в. д. / 62,9° с. ш. 9,22° в. д.   | 7,4         |
| W     | 61°17′ с. ш. 5°12′ в. д. / 61,29° с. ш. 5,2° в. д.   | 5,7         |

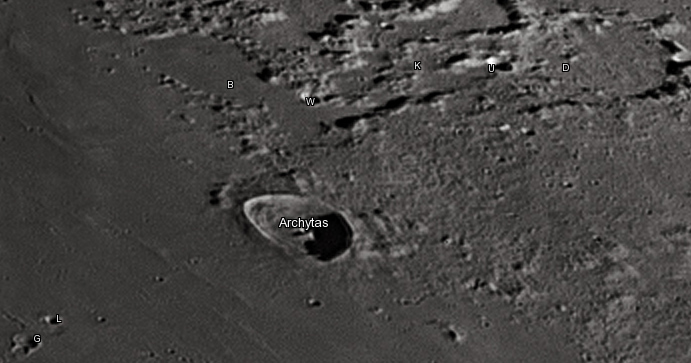
Снимок Девида Кемпбелла.

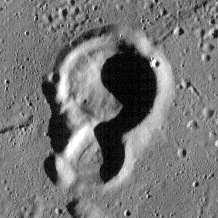
Сателлитный кратер Архит G (вверху). Снимок зонда Lunar Reconnaissance Orbiter.

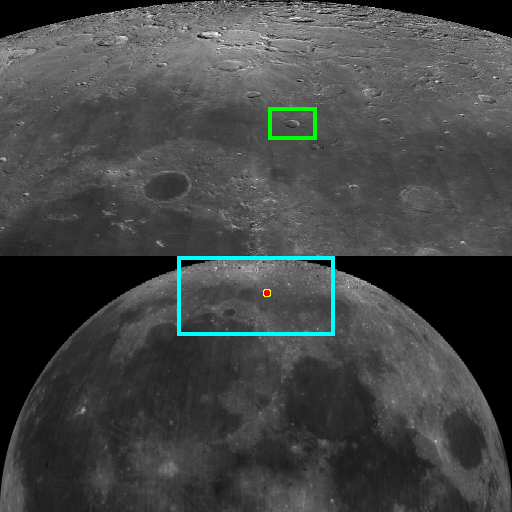
Месторасположение кратера Архит.

- Сателлитный кратер Архит G относится к концентрическим кратерам.